# Вероніка стокроткова
Вероніка стокроткова (Veronica bellidioides) — багаторічна трав'яна рослина, вид роду вероніка (Veronica) родини подорожникові (Plantaginaceae).
Занесений до Червоної книги України (Природоохоронний статус виду — «Зникаючий»).

## Ботанічний опис
Багаторічна трав'яна кореневищна рослина. Кореневище повзуче, розгалужене. Стебла висхідні, 8–15 см заввишки. Нижні листки 2–3 см завдовжки, зазвичай зібрані у розетки, видовжено-яйцеподібні, зарубчасті. Верхні стеблові листки менші, супротивні, утворюють 1–2 пари. Листки та стебло залозисто запушені. Чашечка 4-дільна, 4–5 мм завдовжки. Віночок фіолетово-синій, 9–10 мм у діаметрі.
Плід — коробочка, еліптична, сплющена, рясно запушена.
Цвіте у липні, плодоносить у серпні.

## Поширення
Європейський альпійський вид, що трапляється у Піренеях, Альпах, Судетах, Східних та Південних Карпатах та горах північної частини Балканського півострова. В Україні — у Карпатах: гори Піп Іван Мармароський та Гутин-Томнатик у Чорногорі.